# Jacques Harmand
Jacques Harmand, né le 26 décembre 1918 à Levallois-Perret et mort le 10 décembre 1992 à La Garenne-Colombes, est un historien français spécialiste de l'Antiquité romaine.

## Biographie
Agrégé d'histoire, il est docteur ès-lettres en 1967 à l'Université de Paris avec une thèse consacrée à « l'armée et le soldat à Rome de 107 à 50 avant notre ère », et une thèse complémentaire consacrée à Alésia. Assistant au musée des Antiquités nationales et au musée de Cluny, conservateur au Musée du Louvre, il est professeur d'histoire romaine à l'Université Blaise-Pascal.
Il s'est notamment intéressé à l'habitat rural en Gaule romaine et à la bataille d'Alésia pour laquelle son livre de 1968 a reçu le prix Broquette-Gonin de l'Académie française.

## Publications
(Liste non exhaustive)
- Jacques Harmand, Vercingétorix, Paris, Fayard, 1984 (ISBN 978-2-213-01368-8)
- Jacques Harmand, Pierrefonds. La forteresse d'Orléans. Les réalités, Le Puy, Éditions Jeanne d'Arc, 1983
- Jacques Harmand, La guerre antique de Sumer à Rome, Paris, Presses universitaires de France, coll. « Sup. L'Historien » (no 16), 1973
- Jacques Harmand, Une campagne césarienne. Alésia, Paris, A. et J. Picard, 1967
- Jacques Harmand, Les origines des recherches françaises sur l'habitat rural gallo-romain, Bruxelles, Latomus, 1961